# Гринчук Іван Адамович
Іва́н Ада́мович Гринчу́к (8 серпня 1944, хутір Соколівка, тепер село Бурківці Вінницького району Вінницької області — 5 жовтня 2010, село Новофастів Погребищенського району, тепер Вінницького району Вінницької області) — український діяч, завідувач автогаражу колгоспу імені Першого Травня Погребищенського району Вінницької області. Народний депутат України 1-го скликання.

## Біографія
Народився в селянській родині. Освіта середня.
До 1963 року — різнороб колгоспу імені Першого Травня села Новофастова Погребищенського району Вінницької області; слюсар-фрезерувальник у місті Луганську; водій Погребищенської міжгосподарської будівельної організації Вінницької області.
У 1963—1966 роках — служба в Радянській армії.
У 1966—1984 роках — водій колгоспу імені Першого Травня села Новофастова Погребищенського району Вінницької області.
Член КПРС до 1991 року.
З 1984 року — завідувач автогаражу колгоспу імені Першого Травня села Новофастова Погребищенського району Вінницької області.
18.03.1990 року обраний народним депутатом України, 2-й тур 54,11 % голосів, 3 претенденти. Входив до групи «Земля і воля», групи «Рада». Член Комісії ВР України з питань відродження та соціального розвитку села.

## Нагороди
- медалі